# Regionalna nogometna liga Zagreb – Jug 1989./90.
Regionalna nogometna liga Zagreb – Jug u sezoni 1989./90. je predstavljala ligu petog stupnja nogometnog prvenstva Jugoslavije. 
 
Sudjelovalo je 16 klubova, a prvak je bilo "Pounje Mladost iz Hrvatske Kostajnice. 

## Ljestvica
| mj. | klub                      | ut. | pob. | ner.  | por. | gol+ | gol- | bod     |
| --- | ------------------------- | --- | ---- | ----- | ---- | ---- | ---- | ------- |
| 1.  | Pounje Mladost Kostajnica | 30  | 20   | 5 (4) | 5    | 64   | 35   | 44      |
| 2.  | Vrapče Zagreb             | 30  | 21   | 2 (2) | 7    | 82   | 32   | 44      |
| 3.  | Galdovo Sisak             | 30  | 16   | 6 (4) | 9    | 42   | 23   | 36      |
| 4.  | Moslavina Kutina          | 30  | 15   | 5 (2) | 10   | 76   | 48   | 32      |
| 5.  | Jedinstvo Zagreb          | 30  | 15   | 5 (1) | 10   | 53   | 39   | 31      |
| 6.  | Jaska Jastrebarsko        | 30  | 13   | 8 (4) | 9    | 67   | 42   | 30      |
| 7.  | Sloga Odra                | 30  | 15   | 1 (0) | 14   | 43   | 65   | 30      |
| 8.  | Trnje Zagreb              | 30  | 12   | 7 (5) | 11   | 42   | 40   | 29      |
| 9.  | Končar Zagreb             | 30  | 12   | 7 (2) | 11   | 50   | 41   | 26      |
| 10. | Chromos Zagreb            | 30  | 12   | 2 (0) | 16   | 44   | 50   | 24      |
| 11. | Novi Zagreb               | 30  | 10   | 6 (6) | 14   | 37   | 58   | 24 (-2) |
| 12. | Jedinstvo Dvor na Uni     | 30  | 7    | 8 (6) | 15   | 40   | 43   | 20      |
| 13. | TPK Zagreb                | 30  | 8    | 7 (3) | 15   | 44   | 63   | 19      |
| 14. | Ponikve Zagreb            | 30  | 9    | 5 (1) | 16   | 45   | 65   | 19      |
| 15. | Oroslavje                 | 30  | 5    | 7 (4) | 18   | 26   | 61   | 14      |
| 16. | Mladost Bobovac           | 30  | 6    | 7 (2) | 17   | 28   | 74   | 14      |

- Dvor na Uni – tadašnji naziv za Dvor
- U slučaju neriješenog rezultata se izvodilo raspucavanje jedanaesterca te bi pobjednik dobio 1 bod, a poraženi u raspucavanju bi ostao bez bodova

## Rezultatska križaljka
| kratica | klub                               | CHR            | GAL            | JAS            | JEDDU          | JEDZ           | KON            | MLA            | MOS            | NOZ              | ORO            | PON | POUM           | SLO | TPK            | TRNJ           | VRA            |
| --- | ---------------------------------- | -------------- | -------------- | -------------- | -------------- | -------------- | -------------- | -------------- | -------------- | ---------------- | -------------- | --- | -------------- | --- | -------------- | -------------- | -------------- |
| CHR | Chromos Zagreb                     |                |                | 2:1            | 1:0            | 0:1            | 2:0            |                |                | 0:0 (3:5 11 m)   | 1:1            |     |                | 0:2 |                |                | 0:1            |
| GAL | Galdovo Sisak                      | 1:0            |                | 1:1 (6:5 11 m) | 1:0            | 4:2            | 0:0 (4:3 11 m) | 0:1            |                |                  |                |     |                | 3:0 |                |                | 2:0            |
| JAS | Jaska Jastrebarsko                 | 2:1            |                |                | 3:1            |                | 4:1            |                |                |                  |                | 6:1 | 3:3 (9:8 11 m) | 6:1 | 2:2 (6:4 11 m) | 5:1            | 2:2 (3:5 11 m) |
| JEDDU | Jedinstvo Dvor na Uni              |                |                |                |                | 0:0 (5:4 11 m) |                |                | 0:2            |                  |                | 4:1 | 1:3            |     | 2:3            |                | 2:1            |
| JEDZ | Jedinstvo Zagreb                   |                |                |                |                |                |                |                | 1:3            | 2:1              | 2:0            | 3:2 | 4:2            |     | 4:1            | 1:2            |                |
| KON | Končar Zagreb                      |                |                |                | 1:1 (5:4 11 m) | 1:2            |                | 1:0            |                | 1:0              | 1:1 (5:6 11 m) |     |                | 4:0 |                |                | 1:2            |
| MLA | Mladost Bobovac                    | 1:1 (5:3 11 m) |                | 0:0 (3:4 11 m) | 3:5            | 0:4            | 0:2            |                |                | 2:1              |                |     |                | 2:4 |                |                | 0:1            |
| MOS | Moslavina Kutina                   | 4:3            |                |                | 1:1 (5:6 11 m) | 5:0            | 1:0            | 3:1            |                | 8:0              |                |     | 4:1            | 2:1 |                |                | 2:6            |
| NOZ | Novi Zagreb                        |                | 0:0 (4:3 11 m) | 2:1            |                |                |                |                | 3:2            |                  | 2:0            | 1:5 | 0:0 (2:4 11 m) |     | 3:1            |                |                |
| ORO | Oroslavje                          |                | 1:2            | 1:3            |                |                |                | 1:1 (5:4 11 m) | 2:1            |                  |                |     | 1:1 (3:4 11 m) |     | 2:1            | 0:0 (7:8 11 m) |                |
| PON | Ponikve Zagreb                     | 5:2            | 3:2            | 2:1            |                |                |                | 3:0            | 4:3            |                  | 1:0            |     | 0:1            |     | 1:1 (3:4 11 m) | 2:2 (5:6 11 m) |                |
| POUM | Pounje Mladost Hrvatska Kostajnica |                | 1:1            |                |                | 2:1            | 3:2            |                | 3:0            |                  |                |     |                | 4:1 |                | 0:0 (5:3 11 m) |                |
| SLO | Sloga Odra                         |                |                |                | 3:1            | 2:1            |                |                |                | 1:1 (11:12 11 m) |                |     |                |     | 1:3            |                | 2:1            |
| TPK | TPK Zagreb                         |                | 1:1 (3:5 11 m) |                |                |                |                | 5:0            | 2:2 (5:7 11 m) |                  |                |     |                | 2:0 |                | 1:3            |                |
| TRNJ | Trnje Zagreb                       | 5:1            |                |                | 0:1            |                | 2:1            |                | 2:1            |                  |                |     |                | 0:1 |                |                | 1:6            |
| VRA | Vrapče Zagreb                      |                |                |                |                |                |                |                |                |                  | 3:0 p.f.       | 0:1 | 1:3            |     | 4:2            | 1:0            |                |
| |                                    |                |                |                |                |                |                |                |                |                  |                |     |                |     |                |                |                |
| podebljan rezultat - utakmice od 1. do 15. kola (1. utakmica između klubova) rezultat normalne debljine - utakmice od 16. do 30. kola (2. utakmica između klubova) rezultat nakošen - nije vidljiv redoslijed odigravanja međusobnih utakmica iz dostupnih izvora rezultat smanjen * - iz dostupnih izvora nije uočljiv domaćin susreta prekrižen rezultat - poništena ili brisana utakmica p - utakmica prekinuta 3:0 p.f. / 0:3 p.f. - rezultat 3:0 bez borbe (_:_ 11 m) - rezultat u raspucavanju jedanaesteraca u slučaju neriješenog rezultata |                                    |                |                |                |                |                |                |                |                |                  |                |     |                |     |                |                |                |

 Izvori: 